# Indigofera platycarpa
Indigofera platycarpa är en ärtväxtart som beskrevs av Joseph Nelson Rose. Indigofera platycarpa ingår i släktet indigosläktet, och familjen ärtväxter. Inga underarter finns listade i Catalogue of Life.